# Butil

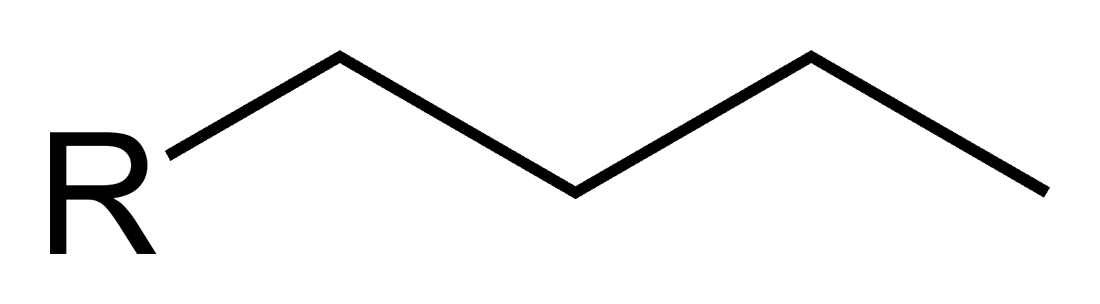
Esqueleto n-butil

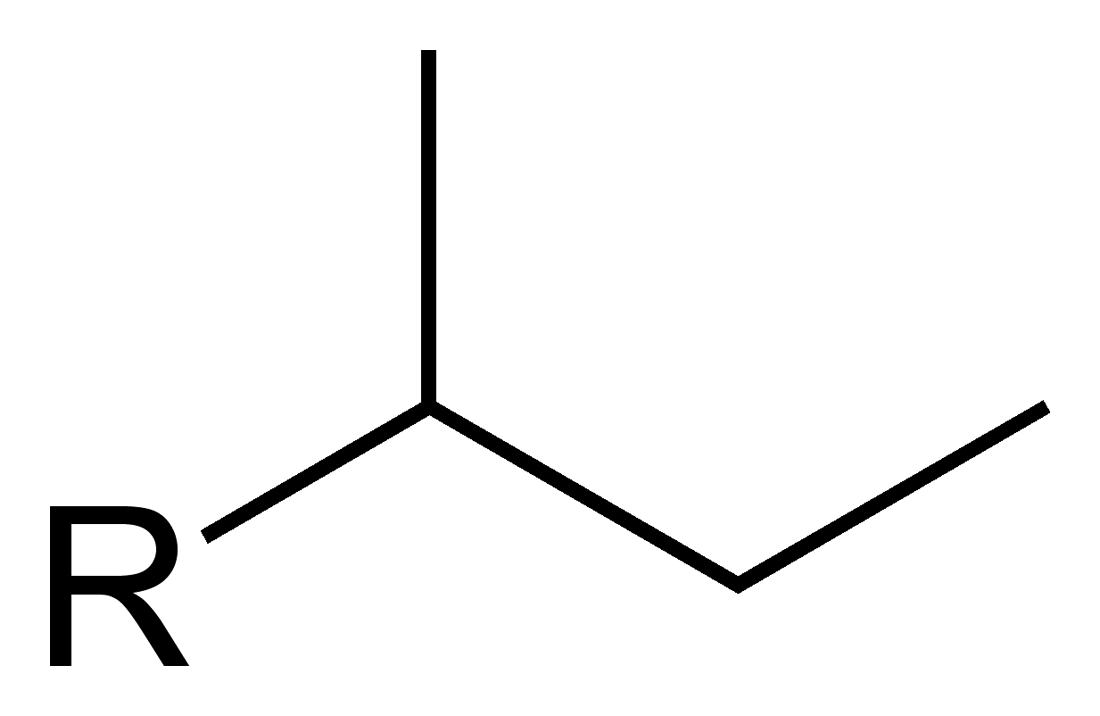
Esqueleto sec-butil

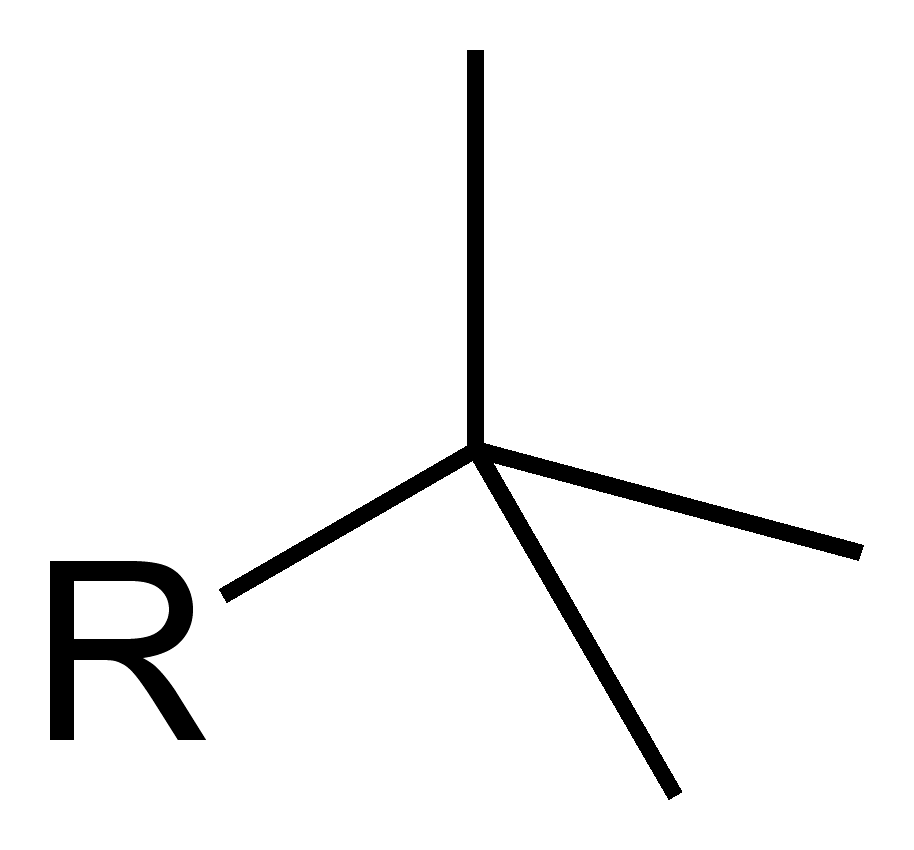
Esqueleto terc-butil

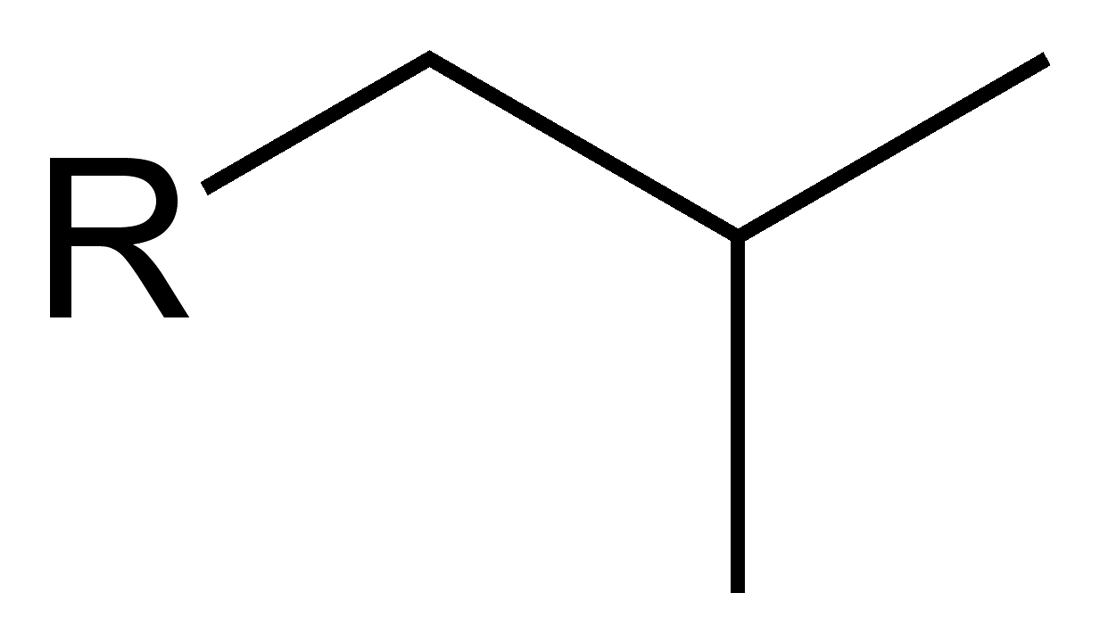
Esqueleto isobutil

Em química orgânica, butil ou butila é nome genérico de qualquer radical alquila de formula -C4H9 . É derivado de qualquer um dos dois isômeros do alcano butano: isobutano (i-butano ou metilpropano).  
Cada um dos dois isômeros do butano dá lugar a dois radicais isômeros de butila.
- Radicais derivados do n-butano ( CH3- CH2- CH2- CH3):

- - n-butil (neobutil) ou butil: Quando a valência livre está localizada em um dos dois carbonos primários, ou seja, num dos carbonos terminais da formula.

CH3-CH2-CH2-CH2* ou *CH2-CH2-CH2-CH3
- - sec-butil(a) ou 1-metilpropil: Quando a valência livre está localizada em um dos carbonos secundários, ou seja, em um dos dois átomos de carbono interno.

CH3-CH*-CH2-CH3 ou CH3-CH2-CH*-CH3
- Radicais derivados do isobutano (metilpropano) (CH3)3-CH:

- terc-butil(a) ou 1,1-dimetiletil: Quando a valência livre está localizada no carbono terciário, ou seja, no átomo de carbono interno.

(CH3)3-C*
- isobutil(a) ou 2-metilpropil: Quando a valência livre está localizada num agrupamento metila terminal.

(CH3)2-CH-CH2*
O  ciclobutil, ou c-butil, é um radical monovalente derivado do ciclobutano. Não apresenta isomeria com as outras  formas de radicais butila. Sua formula química é: -C4H7
O nome butil é derivado do ácido butírico, um ácido carboxílico com quatro carbonos, encontrado na manteiga rançosa.